# Лалу Мухаммад Зохрі
Лалу Мухаммад Зохрі (англ. Lalu Muhammad Zohri, 1 липня 2000) — індонезійський легкоатлет, який спеціалізується в спринті, чемпіон Азії та світу 2018 року серед юніорів у бігу на 100 метрів.

## Основні міжнародні виступи
| Рік                  | Змагання                      | Місто                | Місце                | Дисципліна           | Примітки             |
| Виступи за Індонезія | Виступи за Індонезія          | Виступи за Індонезія | Виступи за Індонезія | Виступи за Індонезія | Виступи за Індонезія |
| -------------------- | ----------------------------- | -------------------- | -------------------- | -------------------- | -------------------- |
| 2018                 | Чемпіонат Азії серед юніорів  | Ґіфу                 | 1                    | 100 метрів           |                      |
| 2018                 | Чемпіонат світу серед юніорів | Тампере              | 1                    | 100 метрів           | [ 4 ] [ 5 ]          |
| 2018                 | Азійські ігри                 | Джакарта             | 2                    | 4х100 метрів         |                      |
| 2019                 | Чемпіонат Азії                | Доха                 | 2                    | 100 метрів           |                      |